# Rasmussenegga
Die Rasmussenegga ist ein  Gebirgskamm in der Heimefrontfjella des ostantarktischen Königin-Maud-Lands. Er ragt auf der Nordwestseite der XU-Fjella auf und besteht aus sechs bis zu 1929 m hohen Nunatakkern.
Wissenschaftler des Norwegischen Polarinstituts benannten ihn 1967 nach Einar Korsvig Rasmussen (1895–1942), einem der Anführer der Widerstandsbewegung gegen die deutsche Okkupation Norwegens im Zweiten Weltkrieg, der sich vorgeblich seiner Verhaftung durch die Besatzer durch Suizid entzogen hatte. Nach anderer Darstellung starb Rasmussen im Jahr 1964.